# 李盈瑩
李 盈瑩（り えいえい、リ エイエイ、ラテン翻記・Yingying Li、2000年2月19日 - ）は、中華人民共和国の女子バレーボール選手である。中華人民共和国代表。
中国の大エースである朱婷に準えて、「新・朱婷」と呼ばれている。

## 来歴
黒竜江省チチハル市出身。9歳にして天津の王宝泉監督に見いだされ、天津チームの下部チーム入りする。2015年にはユース代表候補入りした。この代表候補は国内8クラブチームから選抜された19人である。ユース代表監督の沈芒は、李が「非常に技術力が高いサウスポーである」と評価した。2015年の世界ユース選手権に出場した李はベストアウトサイドヒッター（第2位）に耀いた。
2016年、李はナショナルチームの招集を受け北京に赴き、ハードな練習に打ち込んだ。2016/17シーズンは天津チームの控えに甘んじて出場機会は僅かに留まった。
李にとって2017/18の中国バレーボールスーパーリーグがメジャー大会の初舞台となった。2017年12月に行われた同リーグの対上海では1試合45得点のリーグ新記録をマークし、2013/14シーズンに朱婷が記録した43得点を塗り替えた。またシーズン通算得点は800得点を上回り、リーグの新記録を樹立するとともに天津チーム優勝の原動力となった。この勲功により2018年3月26日、中国バレーボール協会は2018/19シーズンのナショナルチーム代表に李をリストアップし初代表となった。2018年のバレーボールネーションズリーグでシニア国際大会でデビューを果たし、ドミニカ戦では両チームトップの17得点をあげて勝利に貢献した。同年9-10月の世界選手権では銅メダルを獲得、2019年9月のワールドカップでは金メダルを獲得した。

## 球歴
- オリンピック - 2021年、2024年
- 世界選手権 - 2018年、2022年
- ワールドカップ - 2019年
- ネーションズリーグ - 2018年、2019年、2021年、2022年、2023年

## 所属チーム
- 天津（2015年-）

## 受賞歴
- 2015年 - アジアユース選手権 ベストアウトサイドヒッター2位
- 2019年 - 2018/19中国スーパーリーグ MVP、ベストアウトサイドヒッター賞
- 2021年 - 2020/21中国スーパーリーグ ベストアウトサイドヒッター賞
- 2022年 - 2021/22中国スーパーリーグ MVP、ベストアウトサイドヒッター賞
- 2023年 - ネーションズリーグ ベストアウトサイドヒッター賞